# Flugplatz Kührstedt-Bederkesa

i7
i11
i13
Der Flugplatz Kührstedt-Bederkesa (ICAO-Code: EDXZ) ist ein Sonderlandeplatz im Landkreis Cuxhaven. Er ist für Segelflugzeuge, Motorsegler, Ultraleichtflugzeuge und Motorflugzeuge mit einem Höchstabfluggewicht von bis zu zwei Tonnen sowie für Hubschrauber bis zu einem Höchstabfluggewicht von bis zu 5,7 Tonnen zugelassen.